# Chokio
Chokio ist eine Kleinstadt (mit dem Status „City“) im Stevens County im US-amerikanischen Bundesstaat Minnesota. Das U.S. Census Bureau hat bei der Volkszählung 2020 eine Einwohnerzahl von 405 ermittelt.

## Geografie
Chokio liegt im Westen Minnesotas unweit der Grenzen zu North Dakota und South Dakota. Die geografischen Koordinaten von Chokio sind 45° 34′ 18″ nördlicher Breite und 96° 10′ 24″ westlicher Länge. Das Stadtgebiet erstreckt sich über eine Fläche von 1,22 km².
Benachbarte Orte von Chokio sind Donnelly (25,3 km nordöstlich), Alberta (10,6 km östlich) und Johnson (10,2 km westlich).
Die nächstgelegenen größeren Städte sind Fargo in North Dakota (164 km nordnordwestlich), Duluth am Oberen See (403 km nordöstlich), Minneapolis (262 km ostsüdöstlich), Minnesotas Hauptstadt Saint Paul (281 km in der gleichen Richtung) und Sioux Falls in South Dakota (273 km südsüdwestlich).

## Verkehr
Die Minnesota State Route 28 verläuft in West-Ost-Richtung entlang des südlichen Ortsrandes. Alle weiteren Straßen sind untergeordnete Landstraßen, teils unbefestigte Fahrwege sowie innerörtliche Verbindungsstraßen.
In West-Ost-Richtung verläuft eine Nebenstrecke der BNSF Railway.
Der nächste größere Flughafen ist der Minneapolis-Saint Paul International Airport (281 km ostsüdöstlich).

## Demografische Daten
Nach der Volkszählung im Jahr 2010 lebten in Chokio 400 Menschen in 207 Haushalten. Die Bevölkerungsdichte betrug 327,9 Einwohner pro Quadratkilometer. In den 207 Haushalten lebten statistisch je 1,93 Personen.
Ethnisch bestand die Bevölkerung mit vier Ausnahmen nur aus Weißen. Unabhängig von der ethnischen Zugehörigkeit waren 0,5 Prozent (zwei Personen) der Bevölkerung spanischer oder lateinamerikanischer Abstammung.
16,0 Prozent der Bevölkerung waren unter 18 Jahre alt, 49,5 Prozent waren zwischen 18 und 64 und 34,5 Prozent waren 65 Jahre oder älter. 53,5 Prozent der Bevölkerung war weiblich.
Das mittlere jährliche Einkommen eines Haushalts lag bei 41.250 USD. Das Pro-Kopf-Einkommen betrug 25.816 USD. 9,5 Prozent der Einwohner lebten unterhalb der Armutsgrenze.